# Babica kolombatovićeva
Babica (slingurica) Kolombatovićeva (Parablennius zvonimiri) riba je koja spada u porodicu slingurki (lat. Blenniidae).

## Opis
Ima sluzavo tijelo, golo bez ljusaka, izduženo, s manjim kožnim ticalima poviše očiju. Mužjak i ženka su smeđe boje, s mnoštvom šara i pruga, ženka tamno smeđe, a mužjak bojom ide prema crvenkastoj. Prisutne su određene neusklađenosti u svezi njenog imena i detaljnijeg opisa.  Žive u samom plićaku, do 6 m dubine, u procjepima stijena i rupama, češće na tamnijim mjestima bez svijetla. Hrani se algama, a može narasti do 7 cm duljine.
Ova vrsta živi na cijelom Mediteranu i Crnom moru.

## Vanjske poveznice
|  | Zajednički poslužitelj ima još gradiva o temi Kolombatovićeva babica |
|  | Wikivrste imaju podatke o taksonu Kolombatovićeva babica             |